# Художественный фонд СССР
Художественный фонд СССР — общественная организация при Союзе художников СССР. Задачей Художественного фонда СССР декларировалось содействие творческой деятельности художников — членов фонда, а также улучшение их материального и бытового положения. Годы деятельности: 1940—1992.

## История организации
Художественный фонд СССР был образован на основании постановления СНК СССР от 4 февраля 1940 года. Последний устав утверждён в 1957 году. Возглавляло Художественный фонд СССР правление. 
Художественный фонд СССР имел производственные предприятия (заводы, фабрики, комбинаты, мастерские и т. п.), салоны-магазины, дома творчества и др. В Москве, в частности, Экспериментальный творческо-производственный комбинат (ЭТПК) ХФ СССР (РСФСР). Через предприятия Художественного фонда СССР осуществлялись заказы государственных и кооперативных организаций и учреждений на создание произведений изобразительного искусства, а также оформление выставок, общественных зданий и другие работы. 
В июле 1953 года Художественному фонду СССР были переданы функции Всероссийского союза кооперативных товариществ работников изобразительного искусства (Всекохудожник) в связи c его ликвидацией.
В 1990 году ХФ СССР (РСФСР) был преобразован в ТПО «Художественный фонд МОСХ». В 1992 году прекратил своё существование в связи с ликвидацией Союза художников СССР и распадом СССР (приказ ликвидационной комиссии Союза художников СССР № 3 от 27 апреля 1992 года). 
Отделения Художественного фонда СССР существовали и при республиканских союзах художников.
Художественный фонд СССР был организатором мероприятия — Всесоюзная художественная лотерея (1963—1991)